# Kurt Fenske
Kurt Gerhard Fenske (* 3. Mai 1930 in Berlin; † 1. Oktober 2022 ebenda) war ein Wirtschaftsfunktionär und Politiker der Sozialistischen Einheitspartei Deutschlands (SED) in der Deutschen Demokratischen Republik (DDR). Er war von 1967 bis 1985 stellvertretender Minister für Außenwirtschaft der DDR und von 1967 bis 1990 Abgeordneter der Volkskammer.

## Leben
Fenske, Sohn der Politikerin Elsa Fenske und eines Arbeiters, wurde nach dem Abschluss des Abiturs 1946 Mitglied der Freien Deutschen Jugend (FDJ) und der SED. Bis 1949 gehörte er dem Landesvorstand der FDJ in Sachsen an. Bis 1954 studierte er an der Universität Leipzig und der Hochschule für Ökonomie „Bruno Leuschner“ in Berlin und wurde Diplom-Wirtschaftswissenschaftler. 

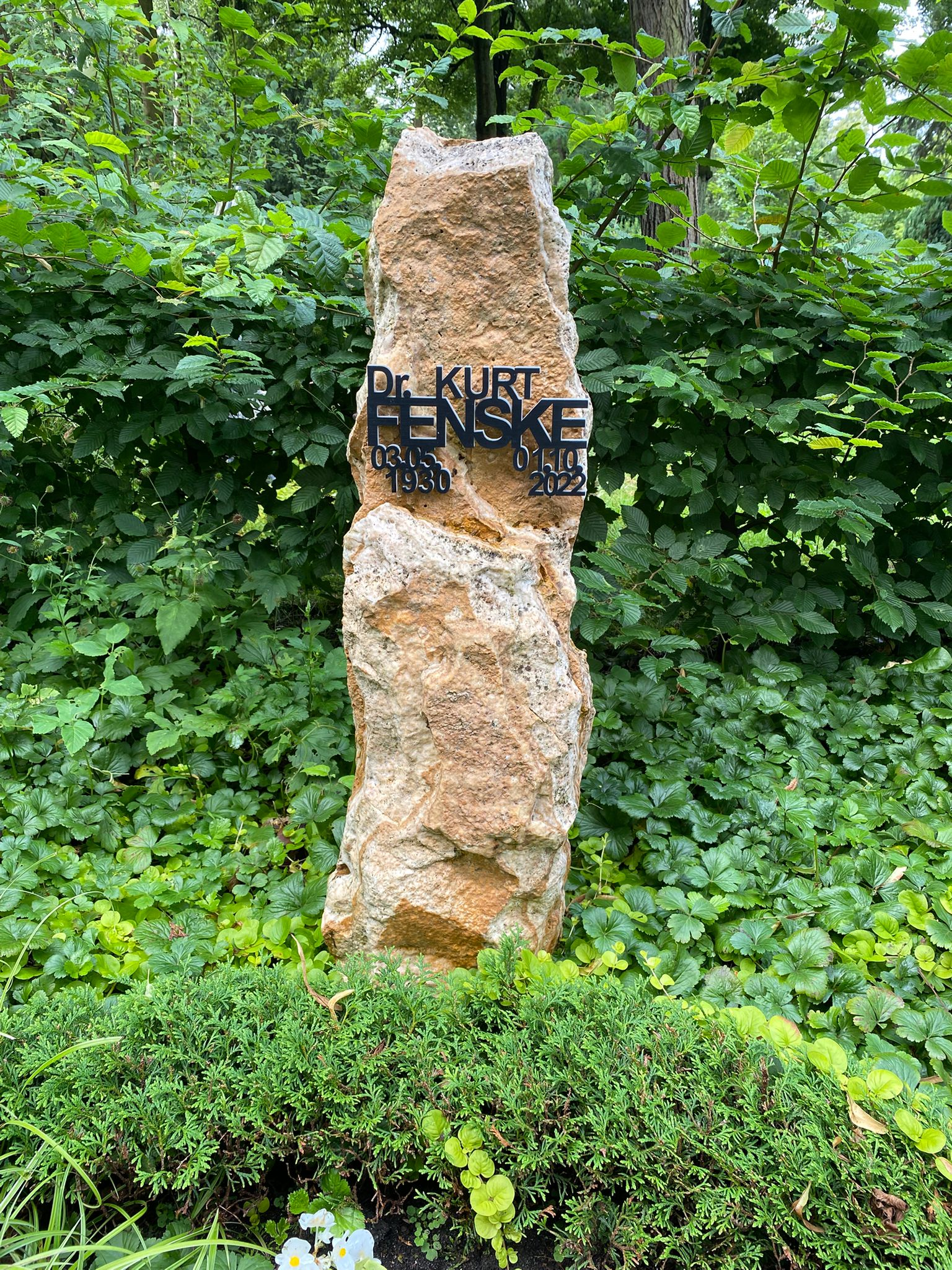
Grabstätte auf dem Friedhof Pankow III

Von 1954 bis 1956 war Fenske stellvertretender Generaldirektor des Volkseigenen Betriebes (VEB) Außenhandelsunternehmen (AHU) Nahrung. Bis 1964 absolvierte er ein Fernstudium an der Technischen Hochschule Dresden und wurde Diplom-Ingenieurökonom. Von 1956 bis 1959 war Fenske Mitarbeiter des Zentralkomitees (ZK) der SED, von 1960 bis 1962 stellvertretender und dann bis 1967 Generaldirektor des VEB AHU Elektronik.
1967 wurde Fenske in die Volkskammer gewählt und war bis 1985 stellvertretender Minister für Außenwirtschaft und Außenhandel. Von 1985 bis zur Wende und friedlichen Revolution in der DDR 1989 war er Staatssekretär für Außenwirtschaft und Außenhandel.
Kurt Fenske starb im Alter von 92 Jahren und wurde auf dem Friedhof Pankow III beigesetzt. 

### Auszeichnungen
- Vaterländischer Verdienstorden in Gold, 1975